# Saint-Herblon
Saint-Herblon – miejscowość i dawna gmina we Francji, w regionie Kraj Loary, w departamencie Loara Atlantycka. W 2013 roku jej populacja wynosiła 2520 mieszkańców. 
W dniu 1 stycznia 2016 roku z połączenia dwóch ówczesnych gmin – Anetz oraz Saint-Herblon – utworzono nową gminę Vair-sur-Loire. Siedzibą gminy została miejscowość Saint-Herblon. 